# Daň z příjmů právnických osob
Daň z příjmů právnických osob je druhou ze základních příjmových daní, která daní příjmy subjektů založených právním aktem, a to jak za účelem podnikání, tak se vztahuje i na ostatní subjekty, jako jsou nadace a občanská sdružení. Podle cíle právnické osoby se ale výrazně liší i zdanění jejích příjmů. K dani z příjmů se právnická osoba musí registrovat hned po svém vzniku.

## Minimální korporátní daň
Roku 2021 se státy dohodly, že zhruba od roku 2023 bude minimální daň ze zisku korporací stanovena na 15 %. Joseph Stiglitz krok vítá, ale raději by viděl minimální sazbu na úrovni 25 %.

## Zákon o dani ČR
O této dani také platí zákon č. 586/1992 Sb., o daních z příjmů, v aktuálním znění. Zvláště se jí zabývá II. část tohoto zákona (paragrafy 17 až 21a), který stanovuje pravidla pro:
- poplatníky daně (§ 17, 17a),
- předmět daně (§ 18, 18a, 18b),
- osvobození od daně (§ 19, 19a, 19b),
- základ daně a položky snižující základ daně (§ 20, 20a, 20b, 20c),
- sazbu a výpočet daně (§ 21),
- zdaňovací období (§ 21a).

## Vývoj sazby daně v ČR
Sazba daně z příjmů právnických osob je v ČR k roku 2024 dvacet jedna procent (21 %) a zdaňovací období základní je kalendářní rok, ale může se měnit.
| Rok  | Sazba daně |
| ---- | ---------- |
| 2023 | 19 %       |
| 2022 | 19 %       |
| 2021 | 19 %       |
| 2020 | 19 %       |
| 2019 | 19 %       |
| 2018 | 19 %       |
| 2017 | 19 %       |
| 2016 | 19 %       |
| 2015 | 19 %       |
| 2014 | 19 %       |
| 2013 | 19 %       |
| 2012 | 19 %       |
| 2011 | 19 %       |
| 2010 | 19 %       |
| 2009 | 20 %       |
| 2008 | 21 %       |
| 2007 | 24 %       |
| 2006 | 24 %       |
| 2005 | 26 %       |
| 2004 | 28 %       |
| 2003 | 31 %       |
| 2002 | 31 %       |
| 2001 | 31 %       |
| 2000 | 31 %       |
| 1999 | 35 %       |
| 1998 | 35 %       |
| 1997 | 39 %       |
| 1996 | 39 %       |
| 1995 | 41 %       |
| 1994 | 42 %       |
| 1993 | 45 %       |

Od roku 2009 s výjimkou investičních, podílových a penzijních fondů, pro které platí 5 %.